# 시트긱 스타디움
시트긱 스타디움(SeatGeek Stadium)는 미국의 축구 전용 경기장으로 일리노이주 브리지뷰에 위치하고 있으며 현재 NWSL 시카고 레드 스타즈와 MLS 넥스트 프로 시카고 파이어 II의 홈 경기장이며 과거 MLS 시카고 파이어의 홈구장이었다.
| MLS 올스타전 개최 경기장 |                    |                       |
| 2005년                   | 2006년 도요타 파크 | 2007년                |
| 마프레 스타디움          | 2006년 도요타 파크 | 딕스 스포팅 구즈 파크 |
|                          |                    |                       |
|                          |                    |                       |